# Mord w Wierzchowisku
Mord w Wierzchowisku – mord dokonany przez okupantów niemieckich 1 września 1943 r. w Wierzchowisku koło Częstochowy. Jego ofiarą padli Franciszka i Józef Sowa, a także ukrywani przez nich Żydzi.

## Geneza
Franciszka (z d. Ślązak vel Szlązak) i Józef Sowowie prowadzili gospodarstwo w Wierzchowisku. Mieli piątkę dzieci: Eugeniusza, Irenę, Józefa, Janinę, Piotra i spodziewali się szóstego potomka. Podczas okupacji niemieckiej Józef zatrudniał się dorywczo jako stolarz i kołodziej. Dzięki pracy w częstochowskim getcie miał do niego przepustkę. Tam poznał kilkoro Żydów, którzy zwrócili się do niego po pomoc. Latem 1942 r. Józef wraz z synem Eugeniuszem zbudowali dla nich kryjówkę pod swoją oborą. Umieścił tam osoby, którym pomógł uciec z częstochowskiego getta. Wśród ratowanych był cukiernik Henryk (Hersz) Cukrowski z żoną, złotnik Marian Cukrowski, nieznany z nazwiska krawiec Leon oraz nauczycielka Pola. Żywność dla ukrywanych zdobywał pracujący Józef, a także dzieci -  Irena i Józef przekraczały granicę Generalnego Gubernatorstwa aby na terenie III Rzeszy, we wsi Kamyk i Czarny Las zakupić prowiant.

## Przebieg zbrodni i jej następstwa
1 września 1943 r. do Sowów przyjechali niemieccy żołnierze poszukując kryjówki Żydów. Ukrywani oraz Franciszka i Józef Sowowie zostali rozstrzelani. Gospodarstwo Sowów zostało ograbione i spalone. Pozostałe dzieci-sieroty zostały przekazane pod opiekę sołtysowi Wierzchowiska, następnie zaś bratu Józefa, Stanisławowi Sowie. W 1944 r. Janina, jedna z córek Sowów, mimo sprzeciwu krewnych, została zabrana pod opiekę do Hanoweru. Została odnaleziona przez rodzeństwo w 1963 r.

## Upamiętnienie
W Wierzchowisku 16 czerwca 2020 r. miało miejsce odsłonięcie tablicy upamiętniającej Franciszka i Józefę Sowów. W uroczystości będącej częścią projektu Instytutu Pileckiego Zawołani po imieniu wzięła wiceminister kultury i dziedzictwa narodowego Magdalena Gawin.